# Autódromo Ciudad de Rafaela
El Autódromo Ciudad de Rafaela es un circuito de carrera ubicado en la ciudad de Rafaela, Santa Fe, República Argentina, inaugurado en el año 1953. Es uno de los autódromos más antiguos del país, reconocido ampliamente por su característica forma oval, el más grande de su tipo en el mundo. Este polideportivo pertenece al club Atlético de Rafaela, que organizaba carreras de automovilismo desde 1919, incluyendo las tradicionales 500 Millas Argentinas.
En 1971 el óvalo de Rafaela fue escenario de un hecho histórico, ya que por primera y única vez fue desarrollada una competencia de la Rafaela Indy 300, puntuable para el Campeonato Nacional del USAC estadounidense, competencia en la que se estableció el récord absoluto de velocidad del circuito.

## Características
Posee tres variantes de trazados: la principal, comprendida por dos rectas largas y dos curvones peraltados; la segunda, manteniendo la forma oval, pero agregando tres chicanas reductoras de velocidad (trazado muy utilizado por el Turismo Carretera); y la tercera, que ocupa la segunda mitad del circuito, utilizando un camino interno que lo atraviesa de recta a recta. El trazado N.º 2 lleva el nombre del Ing. Juan Rafael Báscolo, impuesto en homenaje a uno de los dirigentes que impulsaron el desarrollo de la actividad mecánica deportiva en Rafaela,
Es un circuito de alta velocidad. Las tres chicanas ofrecen un duro castigo para los neumáticos y las suspensiones, estas fueron construidas para bajar la velocidad de los autos en los curvones.

## Historia
El actual trazado comenzó a construirse en 1952, con una pista de tierra compuesta por dos rectas de 1.477 metros y dos curvones de 844 m, y fue inaugurado en 1953 con una competición de Turismo Carretera ganada por Juan Gálvez. Las 500 Millas Argentinas se disputaron allí desde 1954 hasta 1975, en sus últimas ediciones como fecha puntuable de la Fórmula 1 Mecánica Argentina]. La Fórmula 2 Nacional también corrió en el óvalo sin chicanas.

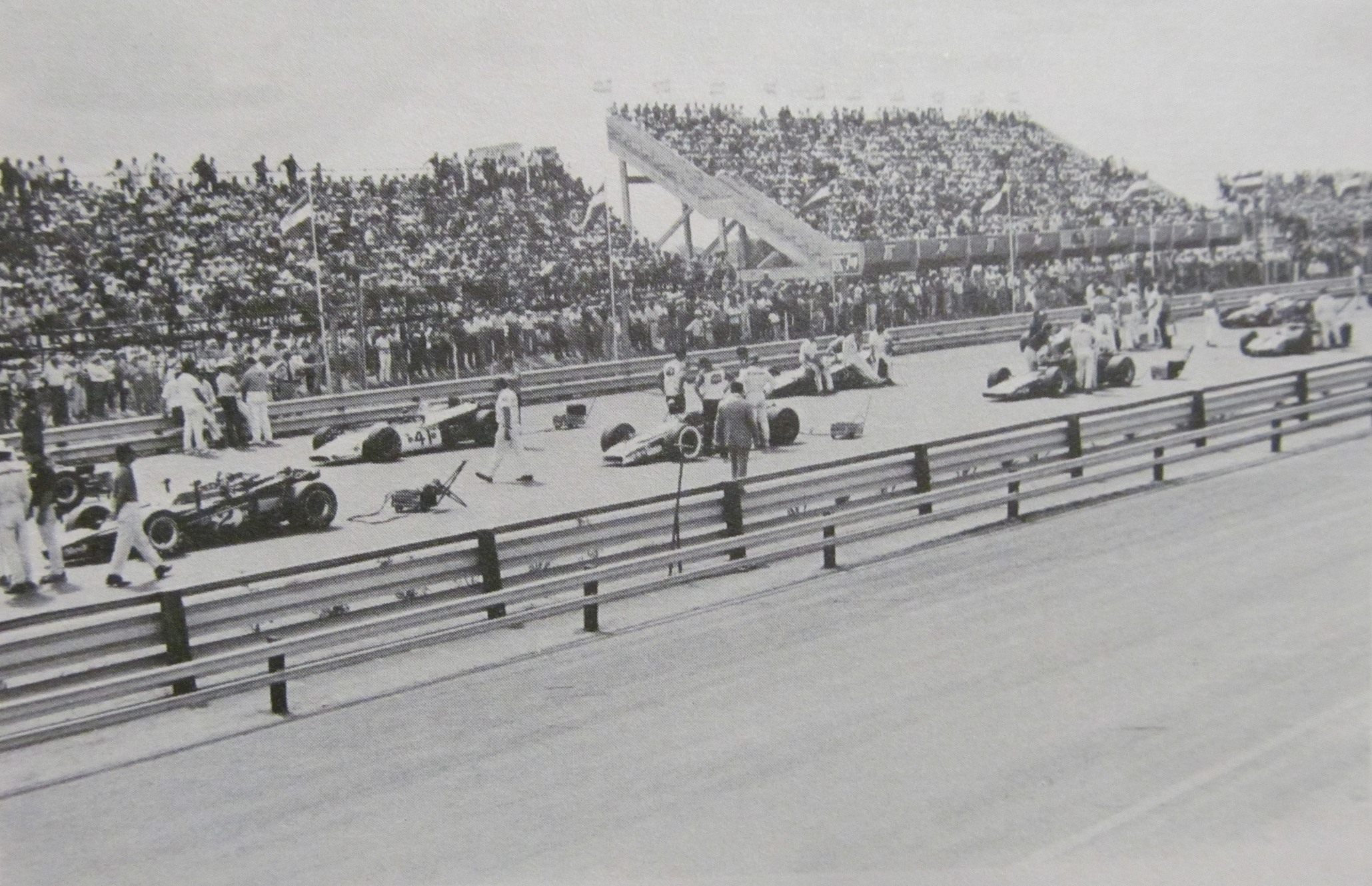
Momentos previos a la largada de las 300 Millas Indy, del Campeonato Nacional del USAC, en 1971.

En 1966 el óvalo se pavimentó, y en 1971 se ensanchó y repavimentó con dos curvones circulares con una pendiente de 15% y un ancho de 18 m para la realización de la Rafaela Indy 300 por el Campeonato Nacional del USAC. El récord de vuelta fue de 0:59.7 en pruebas de clasificación por Lloyd Ruby con un Mongoose-Ford a una velocidad promedio de 278,861 km/h, siendo este el récord actual del autódromo. Ambas mangas fueron ganadas por Al Unser. 
El 1 de septiembre de 1985 mientras se desarrollaba la segunda vuelta de la categoría Fórmula 4 Santafesina ocurrió un despiste que terminó en tragedia. El coche de Danilo Werlen perdió el control embistiendo un grupo de personas. Como saldo del despiste fallecieron cinco individuos, el arquitecto Lucio Casarín (era el vicepresidente de Atlético), el colaborador Norberto Mosseto, el mecánico Juan Carlos Picco, Ernesto Ramos (técnico de ATC) y Américo Antonio Savio (presidente de la Federación de Automovilismo de la Provincia de Santa Fe) quedando el registro de este accidente como uno de los más lamentables del automovilismo nacional argentino.

La primera carrera de Turismo Carretera en esta pista se realizó en 1953, mientras que en 1987 fue la primera edición en utilizar chicanas. Hoy se compite en el óvalo con tres chicanas. Las categorías menores se saltean la primera curva, utilizando un mixto que conecta la recta principal con la recta opuesta.

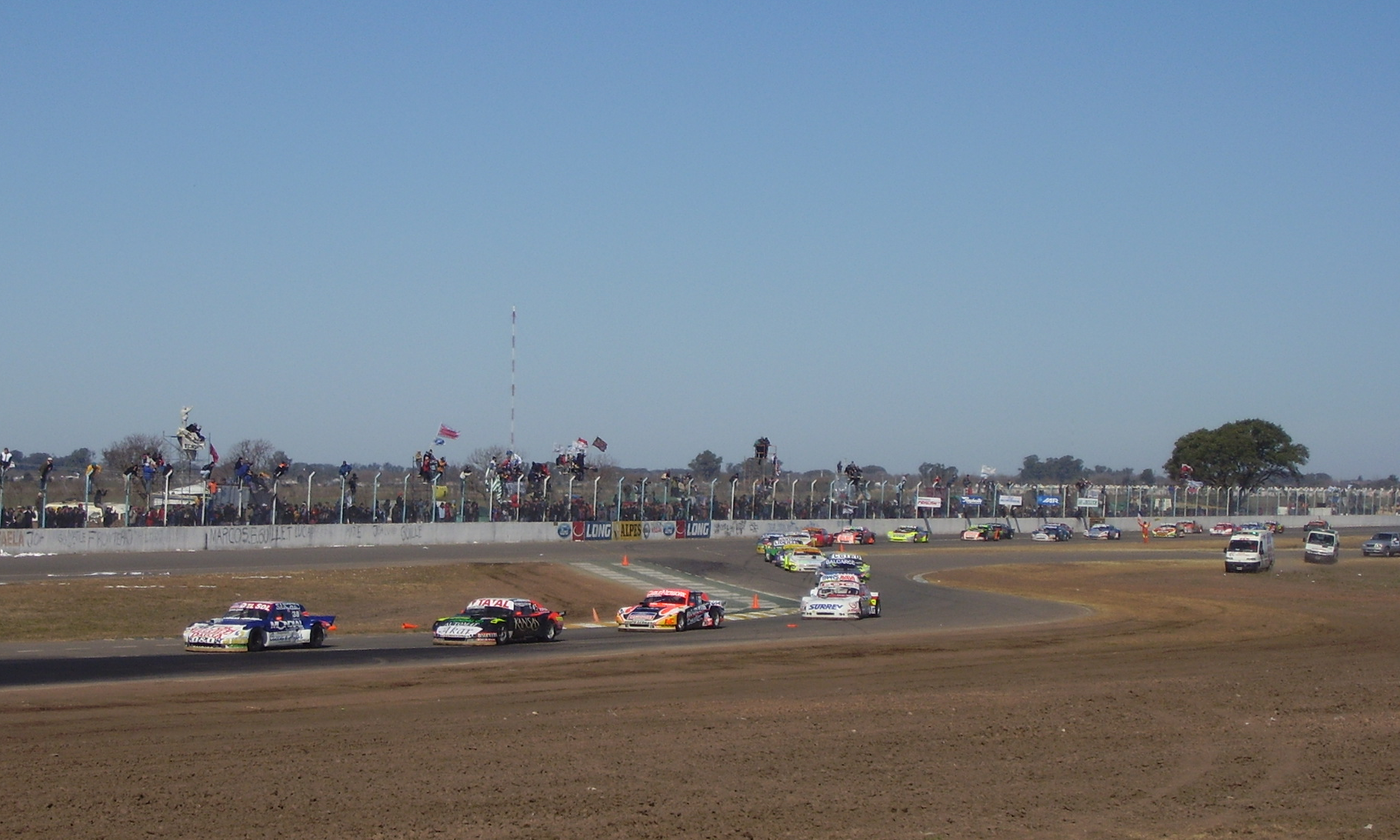
Turismo Carretera en Rafaela en 2007.

El óvalo se volvió a utilizar en 2004 por el Turismo Competición 2000. La categoría, que utilizaba motores atmosféricos de cuatro cilindros, clasificó en el óvalo pero disputó la carrera en un trazado mixto. En 2005 celebró una carrera en el óvalo. La pole position la obtuvo Emiliano Spataro, quien giró los 4.624 metros en 1'07,166, a un promedio de velocidad de 247,859 km/h.
En 2012, la categoría adoptó el nombre Super TC2000 y motores atmosféricos V8, conservando la tracción delantera, y retornó al óvalo. Facundo Ardusso registró un tiempo de vuelta de 1'02,865 a un promedio de 264,796 km/h en una sesión de prácticas específica. Asimismo, Gabriel Ponce de León logró una velocidad punta de 306,383 km/h. En la clasificación y carrera se usaron solamente dos chicanas. La pole position de José María López fue de 1'16,108, a 219,799 km/h de velocidad promedio.

## Ganadores

### Turismo Carretera
| Fecha                    | Ganador                                 | Automóvil        |
| ------------------------ | --------------------------------------- | ---------------- |
| 2 de agosto de 1953      | Juan Gálvez                             | Ford V8          |
| 1 de agosto de 1954      | Pablo Birger                            | Ford V8          |
| 7 de agosto de 1955      | Juan Gálvez                             | Ford V8          |
| 23 de octubre de 1966    | Ángel Rienzi                            | Ford F100 V8     |
| 7 de mayo de 1967        | Eduardo Copello                         | Liebre-Torino    |
| 19 de mayo de 1968       | Rodolfo de Álzaga                       | Liebre-Torino    |
| 3 de noviembre de 1968   | Carlos Marincovich                      | Martos-Chevrolet |
| 7 de junio de 1987       | Roberto Mouras                          | Chevrolet Chevy  |
| 11 de julio de 1993      | Fabián Acuña                            | Ford Falcon      |
| 5 de junio de 1994       | Fernando Iglesias                       | Chevrolet Chevy  |
| 13 de agosto de 1995     | Juan María Traverso-Miguel Ángel Guerra | Chevrolet Chevy  |
| 2 de junio de 1996       | Luis Rubén Di Palma                     | Chevrolet Chevy  |
| 20 de julio de 1997      | Fabián Acuña                            | Chevrolet Chevy  |
| 26 de septiembre de 1999 | Fabián Acuña                            | Chevrolet Chevy  |
| 30 de abril de 2000      | Marcos Di Palma                         | Chevrolet Chevy  |
| 8 de octubre de 2000     | José Luis Di Palma                      | Chevrolet Chevy  |
| 1 de junio de 2001       | Roberto Urretavizcaya                   | Ford Falcon      |
| 25 de agosto de 2002     | Diego Aventín                           | Ford Falcon      |
| 24 de agosto de 2003     | Guillermo Ortelli                       | Chevrolet Chevy  |
| 5 de septiembre de 2004  | Ernesto Bessone II                      | Dodge Cherokee   |
| 12 de junio de 2005      | Guillermo Ortelli                       | Chevrolet Chevy  |
| 29 de julio de 2007      | Matías Rossi                            | Chevrolet Chevy  |
| 13 de julio de 2008      | Emanuel Moriatis                        | Ford Falcon      |
| 24 de mayo de 2009       | Norberto Fontana                        | Dodge Cherokee   |
| 23 de mayo de 2010       | Jonatan Castellano                      | Dodge Cherokee   |
| 3 de julio de 2011       | Juan Marcos Angelini                    | Dodge Cherokee   |
| 8 de julio de 2012       | Matías Rossi                            | Chevrolet Chevy  |
| 30 de junio de 2013      | José María López                        | Dodge Cherokee   |
| 31 de agosto de 2014     | Christian Ledesma                       | Chevrolet Chevy  |
| 6 de septiembre de 2015  | Omar Martínez                           | Ford Falcon      |
| 14 de agosto de 2016     | Mariano Werner                          | Ford Falcon      |
| 8 de octubre de 2017     | Emiliano Spataro                        | Torino Cherokee  |
| 29 de julio de 2018      | Mauricio Lambiris                       | Ford Falcon      |
| 26 de mayo de 2019       | José Manuel Urcera                      | Chevrolet Chevy  |
| 8 de septiembre de 2019  | Agustín Canapino                        | Chevrolet Chevy  |
| 12 de septiembre de 2021 | Christian Ledesma                       | Chevrolet Chevy  |
| 29 de mayo de 2022       | Agustín Canapino                        | Chevrolet Chevy  |
| 11 de junio de 2023      | Santiago Mangoni                        | Chevrolet Chevy  |
| 29 de octubre de 2023    | Mariano Werner                          | Ford Falcon      |
| 16 de junio de 2024      | Esteban Gini                            | Toyota Camry     |
| Fuente:                  |                                         |                  |

### Turismo Competición 2000
| Año  | Fecha            | Ganador                      | Automóvil          |
| ---- | ---------------- | ---------------------------- | ------------------ |
| 1983 | 5 de junio       | Juan María Traverso          | Ford Taunus        |
| 1984 | 17 de junio      | Jorge Emilio Serafini        | Renault 18 GTX     |
| 1985 | 14 de abril      | Rubén Daray                  | Ford Sierra XR4    |
| 1986 | 7 de septiembre  | Juan María Traverso          | Renault Fuego      |
| 1987 | 2 de agosto      | Silvio Oltra                 | Renault Fuego      |
| 1988 | 4 de septiembre  | Guillermo Maldonado          | Volkswagen 1500    |
| 1989 | 10 de septiembre | Juan María Traverso          | Renault Fuego      |
| 1990 | 2 de septiembre  | Juan María Traverso          | Renault Fuego      |
| 1991 | 15 de septiembre | Juan María Traverso          | Renault Fuego      |
| 1992 | 6 de septiembre  | Ernesto Bessone              | Ford Sierra        |
| 1993 | 14 de marzo      | Juan María Traverso          | Renault Fuego      |
| 1993 | 12 de septiembre | Luis Belloso                 | Renault Fuego      |
| 1994 | 4 de septiembre  | René Zanatta                 | Ford Sierra        |
| 1994 | 18 de diciembre  | Guillermo Ortelli            | Ford Escort        |
| 1995 | 11 de junio      | Miguel Etchegaray            | Renault 19         |
| 1996 | 1 de septiembre  | Omar Martínez                | Renault 19         |
| 1997 | 6 de abril       | Walter Hernández             | Volkswagen Polo    |
| 1997 | 6 de abril       | Gustavo Ariel Der Ohanessian | Volkswagen Polo    |
| 1997 | 21 de diciembre  | Guillermo Ortelli            | Chevrolet Vectra   |
| 1997 | 21 de diciembre  | Gustavo Tadei                | Ford Escort        |
| 1999 | 7 de noviembre   | Walter Hernández             | Volkswagen Polo    |
| 1999 | 7 de noviembre   | Walter Hernández             | Volkswagen Polo    |
| 2000 | 30 de julio      | Ernesto Bessone II           | Chrysler Neon      |
| 2001 | 18 de marzo      | Walter Hernández             | Ford Escort        |
| 2004 | 14 de noviembre  | Marcelo Bugliotti            | Chevrolet Astra II |
| 2005 | 4 de septiembre  | Gabriel Ponce de León        | Ford Focus I       |
| 2022 | 24 de julio      | Facundo Ardusso              | Honda Civic X      |

### Súper TC2000
|      | Fecha        | Ganador          | Automóvil       |
| ---- | ------------ | ---------------- | --------------- |
| 2012 | 12 de agosto | José María López | Ford Focus II   |
| 2014 | 23 de marzo  | Norberto Fontana | Chevrolet Cruze |
| 2015 | 28 de junio  | Néstor Girolami  | Peugeot 408     |
| 2017 | 2 de julio   | Emiliano Spataro | Renault Fluence |
| 2018 | 3 de junio   | Facundo Chapur   | Citroën C4 II   |

### TC2000 (2012-2021)
| Año  | Fecha        | Ganador         | Automóvil         |
| ---- | ------------ | --------------- | ----------------- |
| 2012 | 12 de agosto | Franco Girolami | Fiat Linea        |
| 2013 | 14 de abril  | Julián Santero  | Renault Mégane II |
| 2015 | 23 de agosto | Tomás Cingolani | Fiat Linea        |
| 2015 | 23 de agosto | Martín Moggia   | Fiat Linea        |
| 2016 | 1 de octubre | Franco Crivelli | Peugeot 408       |
| 2016 | 2 de octubre | Martín Moggia   | Fiat Linea        |